# Imperativo Territorial del Noroeste

Bandera del Imperativo Territorial del Noroeste.

Un mapa que muestra los límites sugeridos del Imperativo Territorial del Noroeste en rojo, uno de los territorios propuestos como un "etnoestado blanco".

El Imperativo Territorial del Noroeste (o el Frente del Noroeste) es una idea separatista blanca que ha sido popularizada desde las décadas de 1970 y 1980 por grupos nacionalistas blancos, supremacistas blancos, separatistas blancos y neonazis dentro de los Estados Unidos. Según esta idea, se alienta a los miembros de estos grupos a trasladarse a una región del Noroeste de Estados Unidos, a los estados de Washington, Oregón, Idaho, y ocasionalmente a Montana y Wyoming, con la intención de declarar eventualmente en la región un Etnoestado blanco.
Se han dado varias razones de por qué este territorio ha sido elegido por los activistas para acoger una futura patria blanca: está más alejado de los lugares donde habitan los ciudadanos negros y miembros de otras minorías étnicas que viven en otras zonas de los Estados Unidos; es un lugar geográficamente remoto, lo que dificulta que el Gobierno federal de los Estados Unidos desarraigue a los activistas; sus amplios espacios abiertos pueden atraer a quienes creen en el derecho a cazar y a pescar en libertad; el clima es fresco y con poca potencia solar, lo que beneficia a la piel clara; también les permitiría tener acceso a los puertos marítimos, y tendrían una frontera común con Canadá.
La formación de ese proyecto de patria blanca también implica la expulsión -llamada de manera eufemística repatriación- de todos los ciudadanos no blancos del territorio.
El proyecto se llama indistintamente "Imperativo Territorial del Noroeste", "Bastión Blanco Americano", "República Aria Blanca", "Bastión Ario Blanco", "República Cristiana Blanca", o la "solución del 10% por ciento", por parte de sus promotores. 
Los líderes supremacistas blancos Robert E. Miles, Robert Jay Mathews y Richard Girnt Butler fueron originalmente los principales promotores de la idea.
El territorio propuesto por el Imperativo Territorial del Noroeste se superpone con el territorio del movimiento independentista de Cascadia. Los dos movimientos comparten banderas similares, pero no tienen vínculos directos ni deberían vincularse.

## Historia
Las leyes de exclusión de los ciudadanos afroestadounidenses de Oregón de 1844, fueron un intento de expulsar a todos los afroamericanos del estado, se citan como un ejemplo temprano de un proyecto racista en la región. El periodista supremacista blanco Derek Stenzel, editor de la Iniciativa del Noroeste, una organización con sede en Portland, Oregón, enfatizó que la Constitución de Oregón de 1859 declaraba explícitamente que "ningún negro, mulato o chino libre" podía residir, votar, tener contrato o hacer negocios en el estado. En su opinión, el proyecto del Imperativo del Noroeste estaría en consonancia con los "altos ideales racistas" de los colonos originales. Los principales defensores de una patria blanca separatista en los Estados Unidos fueron: Richard Girnt Butler (1918-2004), el líder de la Nación Aria con sede en Hayden Lake, Idaho, y Robert E. Miles (1925-1992), un teólogo supremacista blanco de Míchigan. A principios de la década de 1980, este último introdujo la idea de una separación territorial en el Noroeste de Estados Unidos e instó a los blancos a dejar las áreas multiculturales estadounidenses y a emigrar en masa a una región donde ellos seguirían siendo la mayoría. En julio de 1986, la convención de la organización "Nación Aria" se organizó en torno al tema del "Imperativo Territorial del Noroeste", en un congreso al que asistieron más de 200 líderes del Ku Klux Klan y grupos de neonazis, así como entre 4.000 y 5.000 activistas racistas. Durante el congreso, Miles declaró que el proyecto podría lograrse "si los nacionalistas blancos se mudaban a una zona, comprando terrenos adjuntos o contiguos y teniendo familias de entre cinco o diez hijos [...] Ganaremos el noroeste por la fuerza, superaremos a nuestros oponentes y mantendremos a nuestros hijos alejados de los valores enloquecidos y destructivos del poder establecido". Su solución era emigrar en masa a los estados del Noroeste de Estados Unidos (el 10% del territorio contiguo de los Estados Unidos), la idea de una nación blanca fue respaldada por los caballeros del Ku Klux Klan de Tuscumbia, Alabama y por los activistas que se trasladaron al área. Sin embargo, a diferencia de luchar dentro de una patria como en el sur profundo, el imperativo requería una gran migración de supremacistas blancos de todo el país, y generalmente fue rechazado por los extremistas del sur. El proyecto también fue anunciado por la Iglesia de las Naciones Arias con el nombre de "Bastión Ario Blanco". Un partidario secundario fue Robert Jay Mathews (1953-1984), que vivía en Metaline Falls, Washington, y que abogó por una mayor colonización del área. Temiendo la "extinción de la raza blanca", apoyó la creación de un "Bastión Blanco Americano" en el noroeste del Pacífico. En 1983, pronunció un discurso ante la Alianza Nacional, una organización supremacista blanca dirigida por William Luther Pierce, en el que llamó a los granjeros y camioneros a unirse a su proyecto. Mathews recibió una ovación de pie en la conferencia.

## Apoyo
La idea ha sido respaldada por varias organizaciones, incluidas la Resistencia Aria Blanca, (White Aryan Resistance), Wotansvolk, la Orden Blanca de Thule (White Order of Thule), Nación Aria (Aryan Nations) y el Frente del Noroeste (Northwest Front). La extinta organización de cabezas rapadas defensores del poder blanco (White power) con sede en Oregón, Volksfront, abogó por el imperativo, y el neonazi Harold A. Covington fundó el Frente del Noroeste para promover la migración blanca a la región. El Imperativo Territorial del Noroeste fue la motivación para que Randy Weaver y su familia se mudaran a Idaho a principios de la década de 1980, y en la década de 1990 estuvieron involucrados en el Asedio de Ruby Ridge.